# Сааринен, Ярно
Ярно Карл Кеймо Сааринен (фин. Jarno Karl Keimo ”Paroni” Saarinen; 11 декабря 1945, Турку — 20 мая 1973, Монца, Италия) — первый финский мотогонщик, завоевавший титул чемпиона мира. Также известен как «Летящий финн» (фин. Lentävä suomalainen, англ. Flying Finn).

## Карьера
Чемпионат Финляндии по мотогонкам
Первую юниорскую гонку Сааринен выиграл в 1968 году в классе 250сс, позднее в 1969 году он вновь выиграл гонку в которой выступали мотоциклы с объёмом двигателя 125сс, в том же году выиграл ещё одну гонку, но уже в классе 250сс.
В 1972 году вновь одержал победы в классе 250 и 350сс.
Чемпионат мира по шоссейно-кольцевым мотогонкам
В мировом чемпионате Сааринен впервые выступил в 1968 году в классе 125сс, место проведения — Иматранайо (фин. Imatranajo), где приехал только девятым.
Первая победа была одержана им в 1971 году в Чехословакии, где он выступал в классе 350сс. Позднее он одержал ещё одну победу, в классе 250cc в Испании.
Пик карьеры
В 1972 году Сааринен всерьёз заявил о себе, одержав в сезоне 7 побед и побывав в первой тройке 16 раз.
В 1973 году он покинул команду Yamaha, его цель была выиграть чемпионат мира в трёх классах — 250, 350 и 500cc.
В это же время Сааринен стал первым европейским мотогонщиком на Daytona 200, в котором одержал победу. Сааринен выиграл пять из первых шести гонок в сезоне 1973 года.
Гибель
В 1973 году Сааринен трагически погиб ввиду того, что на трассе халатно осталось масляное пятно после предыдущих заездов, которое вовремя не смыли организаторы соревнования.
Сааринен ехал третьим, перед ним ехал гонщик Пасолини, который не смог удержать мотоцикл из-за масляного пятна на трассе и упал, в него на большой скорости влетел Сааринен, в результате чего Пасолини и Сааринен погибли на месте, Вальтер Вилла получил серьёзные травмы но остался жив, в общей сложности 12 мотогонщиков упали с мотоциклов, это была одна из крупнейших аварий в истории мотогонок.